# المصرية للنشا والخميرة والمنظفات
المصرية للنشا والخميرة والمنظفات هي شركة مصرية متخصصة في إنتاج نشاء الأرز وخبز الخميرة والمنظفات. تم تأسيسها في عام 1927 باسم النشا والخميرة المصرية ، ومن خلال برنامج التأميم في مصر و انتقالها إلى القطاع العام كانت المزود الرئيسي في البلاد مع 86 ٪ من حصة السوق من خميرة الخبز والنشا والحلويات في ذلك الوقت.

## روابط خارجية
- الموقع الرسمي